# كاستيلو هولفورد
كاستيلو هولفورد (بالإنجليزية: Castello Holford)‏ (1844 - 1905)؛ روائي أمريكي.